# قرار مجلس الأمن التابع للأمم المتحدة رقم 339
قرار مجلس الأمن الدولي رقم 339، أعلن في 23 تشرين الأول/أكتوبر 1973 للمطالبة بوقف إطلاق النار بعد فشل تنفيذ القرار 338 الصادر في 21 تشرين الأول/أكتوبر.حيث لم يتطرق القرار لوضع الشعب العربي الفلسطيني على ارضه وباعتبار اسرائيل كيان محتل حسبب قرارمجلس الامن رقم 452 و465 الذي اعلن فيه المجلس ان المستوطنات في الاراضي المحتلة لا تحمل اي صفة قانونية ويجب تفكيكها ، وأن الوضع القانوني للقدس لا يمكن تغيره من جانب واحد .